# PH
pH je merilo za koncentracijo oksonijevih ionov v raztopini, in s tem posledično za njeno kislost ali alkalnost. Pojem pH je uvedel danski kemik Søren Peder Lauritz Sørensen. Kratica pH je zložena iz Potenz (nemško potenca) in kemijske oznake za vodik, H:
Faktor pH je definiran kot:
{\displaystyle {\mbox{pH}}=-\log _{10}\left[{\mbox{H}}_{3}{\mbox{O}}^{+}\right]}
Pri tem je [H3O+] molarna koncentracija oksonijevih ionov (pogosto zapisano tudi [H+]). pH se navadno izraža kot brezrazsežno število med 0 in 14.
Raztopine s pH manjšim od 7 so kisle, pri 7 nevtralne in nad 7 bazične.